# Route 11 (Paraguay)
Pour les articles homonymes, voir Route 11.
La route 11 (en espagnol : Ruta 11 ou Ruta Nacional N° 11 "Juana de Lara") est une route du Paraguay reliant Antequera (es) à Capitán Bado (es). Sa longueur est de 228 km.

## Localités
| Kilomètre | Localité                    | Département | Intersection |
| --------- | --------------------------- | ----------- | ------------ |
| 0         | Antequera (es)              | San Pedro   |              |
| 21        | San Pedro del Ycuamandiyú   | San Pedro   |              |
| 60        | Nueva Germania              | San Pedro   |              |
| 87        | Santa Rosa del Aguaray (es) | San Pedro   | Route 3      |
| 228       | Capitán Bado (es)           | Amambay     |              |

## Longueur
| Département | km  |  |  |
|             |     |  |  |
| San Pedro   | 147 |  |  |
| Amambay     | 81  |  |  |
|             |     |  |  |
| Total       | 228 |  |  |